# Летни олимпийски игри 1928
IX летни олимпийски игри се провеждат в Амстердам, Холандия от 17 май до 12 август, 1928 г. Амстердам е кандидат за домакин също през 1920 и 1924, но не е одобрен. Единственият опонент на Амстердам през 1928 е Лос Анджелис.
Тук МОК приема две важни решения — в годините на Олимпийските игри да няма световни първенства, а самите игри да не продължават повече от 15 дни. По-късно и двете решения отпадат.

## Важни моменти
- За пръв път олимпийският огън гори на олимпийския стадион до края на олимпиадата.

- За пръв път парадът на страните започва с Гърция. Традицията продължава и до днес.

- Жени взимат участие в леката атлетика и гимнастиката за първи път. Полякинята Халина Конопака става първата жена олипийски шампион в атлетиката.

- Джони Вайсмюлер печели два златни медала в плуването. По-късно той става актьор и участва във филми за Тарзан.

- Финландецът Пааво Нурми печели бягането на 10 000 метра и събира общо 9 златни медала от олимпиади.

- Канадецът Пърси Уилямс изненадва всички, като печели състезанията на 100 и 200 метра гладко бягане.

- Уругвай печели турнирът по футбол като на финала побеждава Аржентина.

- Индия печели първия си от общо 6 златни медала в хокея на трева.

- Кока кола става спонсор на игрите.

## Медали
| Място | Държава   | Злато | Сребро | Бронз | Общо |
| 1     | САЩ       | 22    | 18     | 16    | 56   |
| 2     | Германия  | 10    | 7      | 14    | 31   |
| 3     | Финландия | 8     | 8      | 9     | 25   |
| 4     | Швеция    | 7     | 6      | 12    | 25   |
| 5     | Италия    | 7     | 5      | 7     | 19   |
| 6     | Швейцария | 7     | 4      | 4     | 15   |
| 7     | Франция   | 6     | 10     | 5     | 21   |
| 8     | Холандия  | 6     | 9      | 4     | 19   |
| 9     | Унгария   | 4     | 5      | 0     | 9    |
| 10    | Канада    | 4     | 4      | 7     | 15   |

## Българско представяне
България се представя само с петима спортиста — трима ездачи и двама фехтовачи. Причината за това е голямото заметресение в страната през април. Един от ездачите - Крум Лекарски пада от коня, счупва си таза, но въпреки това пресича финала в безсъзнание.

## Олимпийски спортове
| - Ветроходство - Плуване - Водна топка - Вдигане на тежести - Лека атлетика - Борба - Колоездене - Фехтовка - Футбол |  | - Модерен петобой - Гимнастика - Гребане - Тенис - Бокс - Конен спорт - Скокове във вода - Хокей |

### Демонстрационни спортове
- Каатсен
- Корфбол
- Лакрос